# Mustang z Dzikiej Doliny
Mustang z Dzikiej Doliny (ang. Spirit: Stallion of the Cimarron) – amerykański film animowany z 2002 roku.

## Obsada
- Matt Damon – Narrator / Mustang
- Daniel Studi – Wartki Potok
- James Cromwell – Pułkownik
- Chopper Bernet – sierżant Adams
- Jeff LeBeau – Murphy
- Richard McGonagle – Bill
- Matt Levin – Joe
- Adam Paul – Pete
- Robert Cait – Jake
- Charles Napier – Roy
- John Rubano – żołnierz
- Donald Fullilove – Train Pull Foreman

## Wersja polska
Opracowanie wersji polskiej: Start International Polska

Reżyseria: Ewa Złotowska

Tekst polski: Joanna Serafińska

Kierownictwo muzyczne: Marek Klimczuk

Teksty piosenek: Marek Robaczewski

W wersji polskiej udział wzięli:
- Maciej Balcar – Narrator / Duch
- Jacek Kopczyński – Wartki Potok
- Wojciech Machnicki – Pułkownik
- Janusz Wituch – sierżant Adams
- Krzysztof Zakrzewski – Murphy
- Jan Kulczycki – Bill
- Paweł Iwanicki – Joe
- Leszek Zduń – Pete
- Mirosław Zbrojewicz – Jake
- Mariusz Leszczyński – Roy
- Adam Bauman
- Artur Kaczmarski
- Marek Robaczewski
- Paweł Szczesny
- Robert Tondera
- Weronika Zakrzewska

Wykonanie piosenek: Maciej Balcar

## Nagrody
Nominacje w 2003:
- Oscar najlepszy film animowany
- Złoty Glob najlepsza piosenka

## Główne postacie
- Duch (Spirit) – Mustang, główny bohater filmu. Żyje na trawiastych terenach Dzikiego Zachodu. Ponad wszystko miłuje wolność i swobodę.
- Rosa (Rain) – Piękna, srokata klacz należąca do Indian. Stara się nauczyć Ducha życia wśród ludzi.
- Wartki Potok (Little Creek) – Indianin, który uratował Ducha od śmierci. Jest szczery, łagodny i odważny, co pozwala mu zaprzyjaźnić się z koniem.
- Pułkownik (The Colonel) – pułkownik wojska konnego. Zapatrzony w siebie, chciał „złamać” Ducha.

W przeciwieństwie do niemal wszystkich pozostałych filmów animowanych o zwierzętach w roli głównej, tutaj nie porozumiewają się one ze sobą ludzkim głosem.